# 薩默黑文 (佛羅里達州)
薩默黑文（英語：Summer Haven）是位於美國佛羅里達州聖約翰斯縣的一個非建制地區。

## 地理
薩默黑文的座標為29°41′57″N 81°13′24″W / 29.69917°N 81.22333°W，而該地的平均海拔高度大约为1米，最低海拔高度为-4米，而最高海拔高度则为10米。